# Isaac Albéniz i Pascual
Isaac Albéniz (Camprodon, el Ripollès, 29 de maig de 1860 - Cambo-les Bains, Aquitània (França), 18 de maig de 1909) va ser un compositor i intèrpret de piano català de renom internacional. Va escriure obres per a piano, sis òperes (més una d'inacabada i tres d'esbossades) i més de dues dotzenes de cançons, així com diversos temes orquestrals i de cambra. La península Ibèrica i els seus paisatges foren per a ell font d'inspiració inexhaurible.
Nen prodigi, va viatjar per tot el món i ens va deixar una extensa i prolífica producció musical amb notables innovacions instrumentals. A la seva ciutat natal es pot fer una immersió en una de les grans figures de la història de la música.
Albéniz va morir relativament jove, als 49 anys, però la seva vida va ser intensa i va estar marcada per un constant anar i venir entre nombroses ciutats. Aquest caràcter obert, plural i divers, es reflecteix en les seves amistats, entre les quals destaca la de Fernández Arbós, Granados, Enric Morera, Antoni Noguera, Paul Dukas i els pintors modernistes Ramon Casas o Santiago Rusiñol.
Gràcies als seus esforços com a empresari, director, pianista i compositor, es convertí en el primer músic català que aconseguí fama internacional. La seva música per a piano, sobretot la col·lecció de poemes simfònics Ibèria, va ampliar el camp tímbric del piano i la seva expressivitat.
El fons personal d'Isaac Albéniz es conserva a la Biblioteca de Catalunya i al Museu de la Música de Barcelona, que obtingué la donació de la neta del compositor (inclou documentació biogràfica, exemplars manuscrits originals i objectes personals).

## Biografia

### Una infància moguda

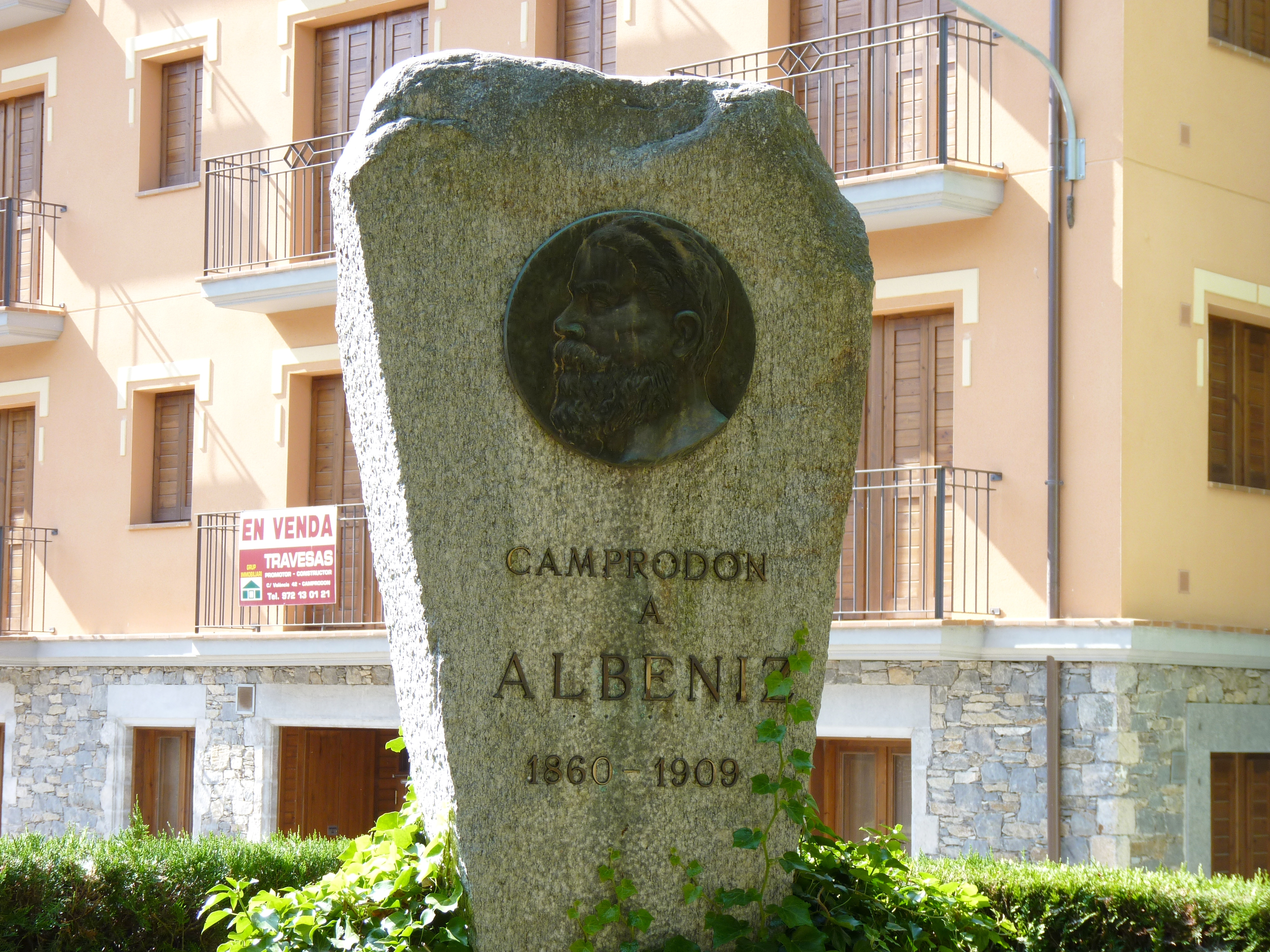
Monument a Isaac Albéniz a Camprodon

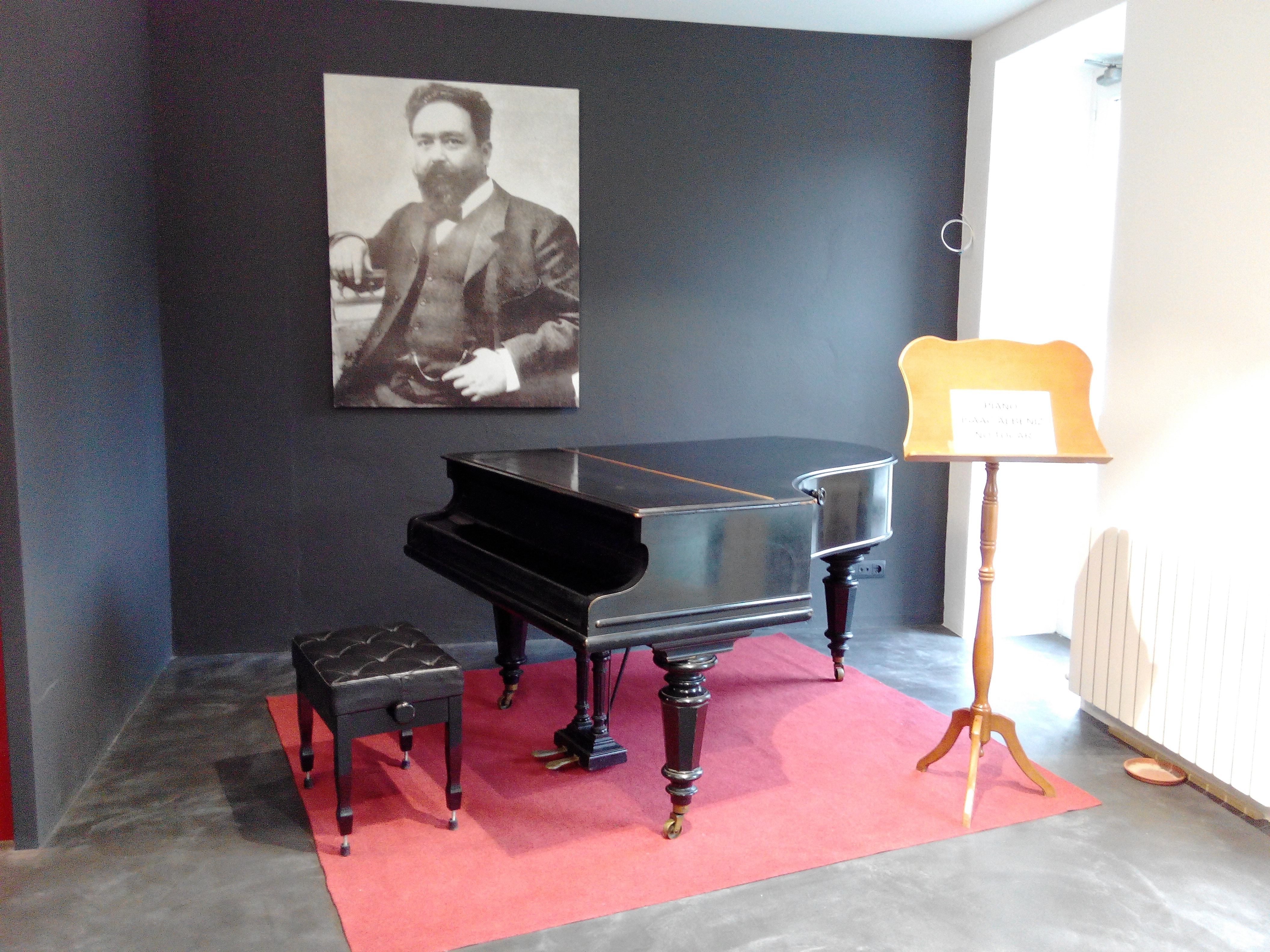
Piano d'Isaac Albéniz exposat al Museu Albéniz de Camprodon

El seu pare, Àngel Albéniz, era funcionari de duanes de l'Estat destinat a Camprodon; la seva mare era Dolors Pascual, originària de Figueres. Al cap de pocs mesos d'haver nascut, la família Albéniz es traslladà a Barcelona, on Isaac començà els estudis de música i piano amb el mestre Narcís Oliveras i, més tard a París, amb Antoine François Marmontel primer, i al Conservatori un cop complert els vuit anys, edat mínima que exigien per accedir-hi. Va ser un nen prodigi que va debutar com a pianista amb tan sols quatre anys, en un recital al Teatre Romea de Barcelona interpretant una fantasia sobre I vespri siciliani de Verdi. Amb 8 anys feu concerts a moltes ciutats catalanes.
El 1869, el seu pare és represaliat i va a parar a l'oficina de duanes del port d'Almeria, lloc que perd per les seves implicacions polítiques. La família torna cap a Barcelona, malgrat que Albéniz (que té vuit anys) és aleshores a Madrid, on sí que és acceptat malgrat l'edat. Al Conservatori de Madrid tingué Eduardo Compta com a professor. El mes de juliol, nou canvi de domicili, ara a Càceres. Isaac va de Càceres a Madrid regularment fins que se li acaba la destinació al seu pare, per tal d'assistir a les classes de solfeig de Feliciano Primo, i de piano per Manuel Mendizábal.
Poc després, el pare torna a ser destinat a Madrid, on es trasllada una altra vegada tota la família. Isaac viatjà per diferents ciutats castellanes, interpretant un repertori musical no gens fàcil, d'autors com Scarlatti, Bach, Mozart, Beethoven, Schumann i Chopin. També inicià una vida aventurera que el dugué de maneres molt diverses per Europa i Amèrica. És en aquells moments, ja amb catorze anys, que la seva germana Blanca se suïcida al Parc del Retiro de Madrid, on era membre del cor del teatre de la Sarsuela.
El 1872 va protagonitzar una segona fuga i marxà a Amèrica per visitar Argentina, el Brasil i Puerto Rico. Tres anys més tard, el 1875, el seu pare és nomenat Interventor general de correus a l'Havana, Cuba, però novament tornarà a perdre aquest treball i tota la família haurà de retornar a Madrid al cap d'un any. Però per a Isaac totes aquestes circumstàncies no són res més que una genial manera de donar-se a conèixer i de visitar un nou país. Durant aquest període actuà a ciutats com San Juan de Puerto Rico, Santiago de Cuba, així com a locals diversos de L'Havana. També aprofità l'estada a Cuba per anar als Estats Units, on amb uns quants estalvis es proposà completar la seva formació. És a Amèrica on probablement escriu les seves famoses cançons amb textos de Bécquer, les quals han arribat de manera irregular i fragmentades i encara han estat recuperades íntegres en dates recents: la seva primera edició discogràfica data de 2014 i en el seu llibret a les mans del productor Borja Costa (en el llibret "Rhymes by G.A.Bécquer: Complete Edition" hi ha un bon estudi sobre les confusions que han existit entre les diferents versions de la partitura, ja que Albéniz va escriure dues versions, una per a cant i una altra per recitador i piano, gènere de moda en aquells anys en la música de saló, aportant igualment informació rellevant pel que fa a la influència que el jove Albéniz va tenir l'ambient de la música americana en la seva estada a Cuba.

### Protecció reial

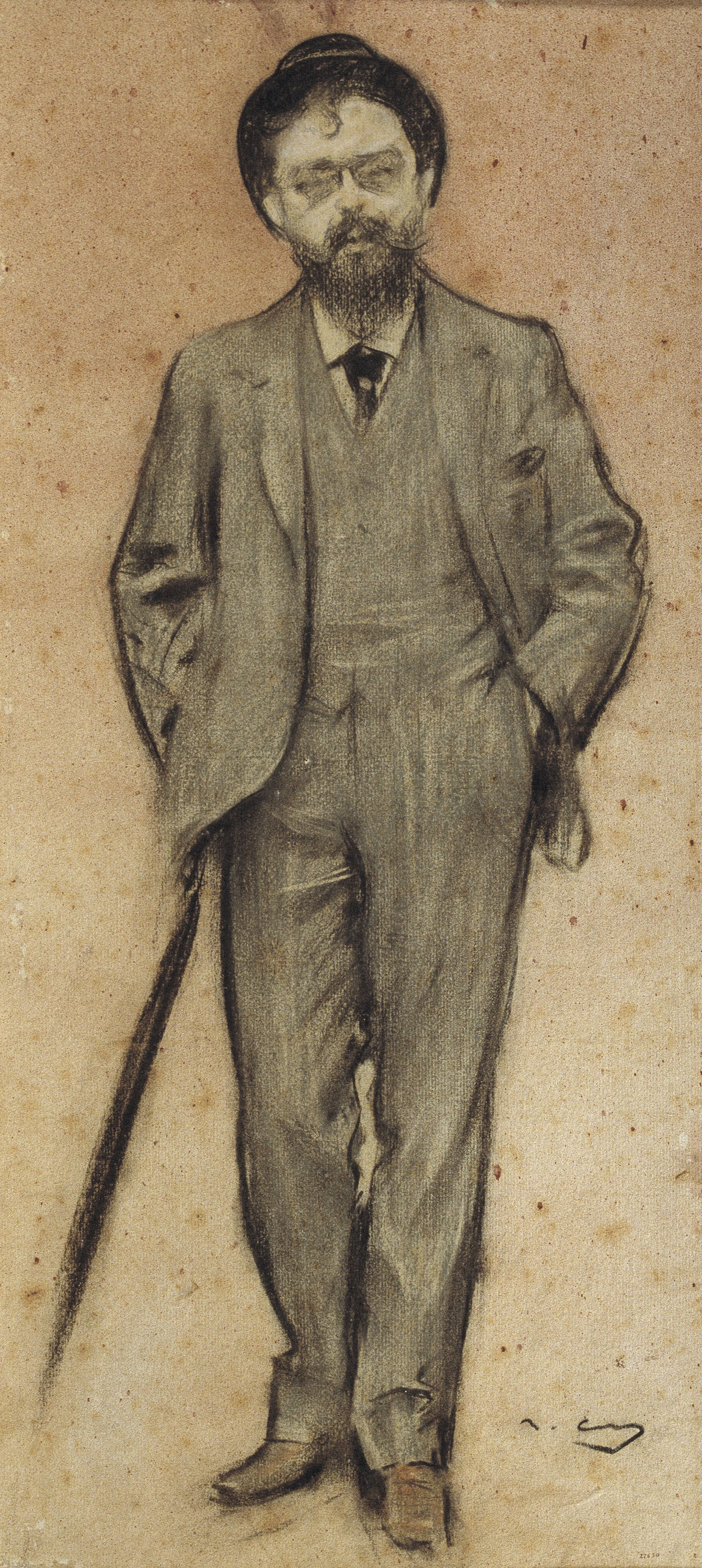
Albéniz vist per Ramon Casas (MNAC).

Posteriorment es traslladà a Leipzig, on estudià amb Salomon Jadassohn i Carl Reinecke. Sense diners, retornà a Espanya. A l'any següent (1876) el prestigi d'Albéniz es va difonent entre dels cercles aristocràtics de Madrid. En aquest fet hi té una intervenció cabdal la figura de Guillermo Morphy i Ferris, comte de Morphy i secretari particular d'Alfons XII), el qual, entusiasmat pel seu talent, li obrí les portes de la Cort. Morphy, crític, musicòleg i compositor, influí perquè li fos atorgada una pensió reial per a estudiar al Conservatori reial de Brussel·les (1879), on perfeccionà els estudis de solfeig i piano.
Segons el seu diari, l'any 1880, Albéniz rep lliçons de Liszt, lliçons que es van impartir per tot Europa, i que el compositor català va rebre en formar part de la cort d'estudiants que acompanyaven Lizst en els seus desplaçaments. L'amistat que va sorgir d'aquesta relació duraria fins a la mort de l'hongarès el 1886. Algunes interpretacions posteriors dubten de la validesa d'aquests fets argumentant que Liszt residia a Weimar en aquella època.
Fou guardonat amb el premi extraordinari de piano atorgat per Planté, Rubinstein i Von Bülow. Continuà l'activitat concertística per la península i per Amèrica.

### Retorn a Barcelona

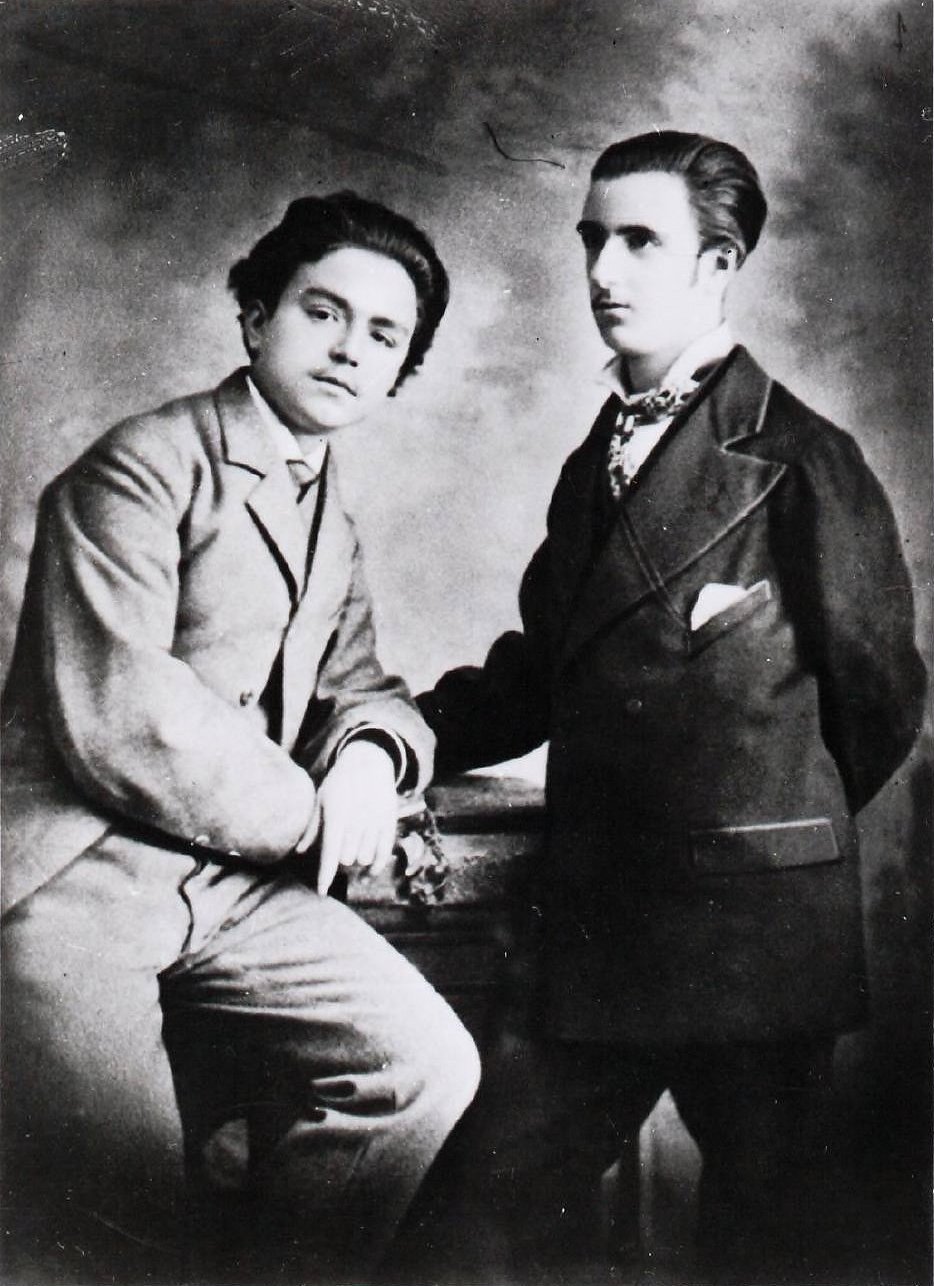
Isaac Albéniz i Enrique Fernández Arbós, el 1889

El 1883 s'establí a Barcelona, on es va casar amb Rosina Jordana, alumna seva, i amb la qual va tenir tres fills: Alfonso, Laura Albéniz, il·lustradora i pintora, i Enriqueta. A la ciutat, visqué, entre altres llocs, al Carrer Gran de Gràcia, 101, on una placa el recorda. Després de casar-se, estabilitzà durant un període llarg la seva vida a Tiana (Maresme). A Barcelona va estudiar composició amb Felip Pedrell, el qual li transmeté els seus coneixements del folklore espanyol i l'inspirà per escriure música com ara la Suite española, Op. 47 (1886). El cinquè moviment d'aquesta suite, anomenada Asturias (Leyenda), és probablement avui dia el més famós del repertori de guitarra clàssica, encara que originàriament fos compost per a piano i més tard transcrit per a guitarra. Moltes de les seves altres composicions també van ser transcrites per a guitarra, sobretot per Francesc Tàrrega. Albéniz una vegada va declarar que preferia les transcripcions de guitarra de Tàrrega als seus treballs originals de piano.

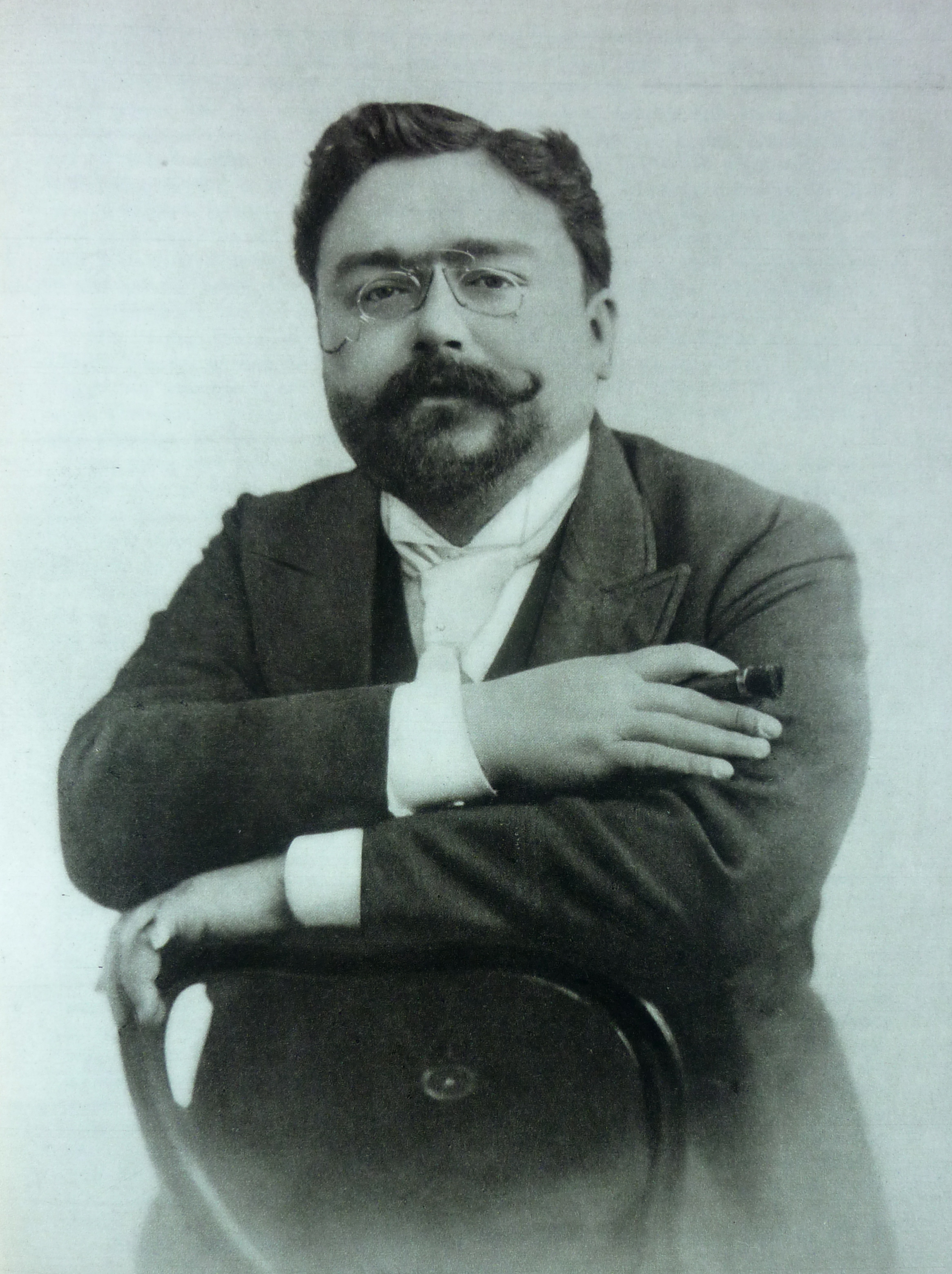
Fotografia d'Issac Albéniz feta per Antoni Esplugas

Cada vegada més, Albéniz incorporava les seves pròpies composicions en els seus recitals. El 1885 es traslladà a Madrid on els seus treballs van ser publicats pels principals editors musicals d'aquella època: Benito Zozaya i Antonio Romero. Amb motiu de l'Exposició Universal de Barcelona (1888), feu un seguit de concerts. Reprengué els viatges vers Cuba, Mèxic i l'Argentina amb la finalitat de fer recitals de piano al continent americà. Viatjà amb el violinista Enrique Fernández Arbós per Bèlgica, Alemanya i Àustria, amb gran èxit. Durant la dècada dels vuitanta alternà les actuacions per Europa amb activitats a Barcelona, on aviat fou considerat un puntal de la música.
La reputació d'Albéniz com a pianista i compositor va continuar creixent. A la primavera de 1889 va viatjar a París per assistir als Concerts Colonne que interpretaven el seu Concert per a piano, op. 78. Des de París va continuar fins a Anglaterra, on les seves interpretacions van ser molt reeixides. El 1890 es va posar en contacte amb l'empresari Henry Lowenfeld, el qual va contractar els serveis d'Albéniz com a intèrpret i compositor. Com a resultat, Albéniz es va traslladar al costat de la seva família (la seva esposa Rosina i els seus tres fills) a Londres i a través de Lowenfeld finalment es va ficar al món del teatre musical: va treballar per al Teatre Líric i més tard per al Teatre Príncep de Gal·les. El 1891 fa un concert en el Saint James Hall on feu el seu debut el violoncel·lista William Henry Squire.
A petició de Lowenfeld, Albéniz va compondre The magic Opal, comèdia lírica en l'estil de Gilbert i Sullivan, estrenada al Teatre Líric de Londres el 19 de gener de 1893. Va ser traduïda posteriorment al castellà per Eusebio Sierra i presentada a Madrid el 1895 com La Sortija; aquell mateix any, la seva sarsuela San Antonio de la Florida amb llibret de Sierra va ser també interpretada a Madrid.

### Contracte amb Money-Coutts
Els seus contactes teatrals a Londres van cridar l'atenció del poeta i dramaturg amateur i hereu d'una fortuna bancària de la cèlebre firma de Coutts and CO, Francis Burdett Money-Coutts, que havia comprat accions i el juliol de 1894 va adquirir el contracte que Albéniz tenia amb Lowenfeld. Coutts, el suport financer del qual permetria a Albéniz viure confortablement la resta de la seva vida, estava interessat a escriure llibrets. La seva col·laboració amb el compositor va produir Henry Clifford (estrenada al Liceu el 1895), Pepita Jiménez (també estrenada al Liceu el 1896), i Merlin (composta entre 1898 i 1902 però no produïda en vida d'Albéniz), la primera òpera d'una proposada trilogia titulada King Arthur (Lancelot va quedar incompleta el 1903, i Genevre, no es va arribar a escriure). Per tant, durant aproximadament una dècada, Albéniz va dedicar tot el seu talent i energia a la creació i a la producció de música per a l'escenari. Durant aquest temps va estar traslladant-se des de Londres a París.

### París

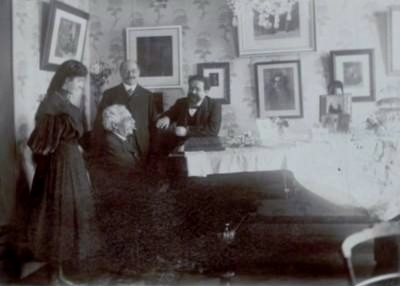
Gabriel Fauré al piano, el director Léon Jehin, amb Isaac Albéniz i la seva dona Clara Sansoni

A la capital francesa es va posar en contacte amb Vincent d'Indy, Ernest Chausson, Charles Bordes i més tard amb Paul Dukas i Gabriel Fauré, establint així estrets llaços amb la comunitat musical francesa. Des de 1898 fins al 1900 va ensenyar piano avançat a la Schola Cantorum, on entre els seus alumnes va tenir Deodat de Severac i René de Castéra, però a causa de la seva pobra salut el 1900 va tornar al càlid clima barceloní. Va començar un feixuc treball al costat d'Enric Morera per a la promoció d'obres líriques catalanes. Quan, tanmateix, els seus esforços no van aconseguir que els seus propis treballs teatrals fossin produïts, va tornar a París, on la seva música era acceptada, elogiada i interpretada.

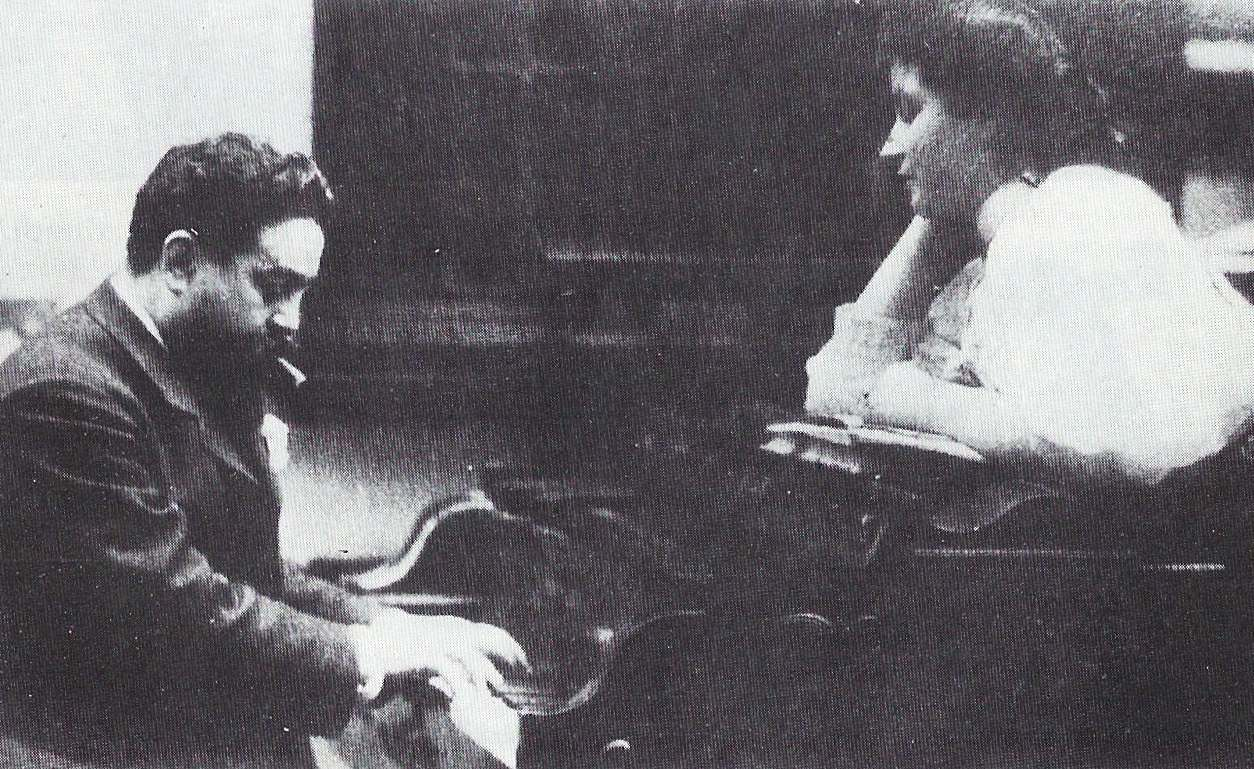
Albéniz amb la seva filla Laura

La residència d'Albéniz a París va començar a ser un refugi per a artistes espanyols (entre els quals hi havia Joaquín Turina i Manuel de Falla), on trobaven suport i ànim pel seu propi esforç. La preocupació d'Albéniz per les formes musicals més llargues va produir un canvi en el seu estil de composició des del bàsicament lleuger -peces atractives de la seva primerenca carrera- cap a un art més complex. I encara que no va deixar d'interpretar, les seves aparicions van disminuir quan va començar a deixar-se absorbir per la composició i producció de les seves obres operístiques.
D'aquest període ens venen les cançons Il en est de l'amour i Deux morceaux de prose de Pierre Loti (Crépuscule et Tristesse) així com aquests grups de poemes de Coutts: Per a Nellie (un conjunt de sis cançons); Art thou gone for ever, Elaine, Six Songs (de les quals només han sobreviscut Will you be mine? i Separated), i Two Songs (The Gifts of the Gods i The Caterpillar). D'aquest període també existeix una mostra d'obertura d'una cançó per a posar música al text de la faula de Jean de La Fontaine Conseil tenu par les rats, el fragment que conclou una cançó de Coutts, Laugh at loving, i referències a altres cançons de Coutts per a les quals no s'ha trobat la música.
A mesura que Coutts va començar a cansar-se d'escriure llibrets, Albéniz a poc a poc va tornar al piano i al seu nadiu paisatge d'inspiració. La Vega (1896-1898) presagiava el seu posterior estil, que va florir en la seva obra mestra Ibèria (1905-1908). La textura composicional i el llenguatge que defineix Iberia són característics de Quatre mélodies (dels poemes de Coutts), l'últim treball vocal i les últimes peces completes d'Albéniz.

### Darrers dies a Cambo-les-Bains

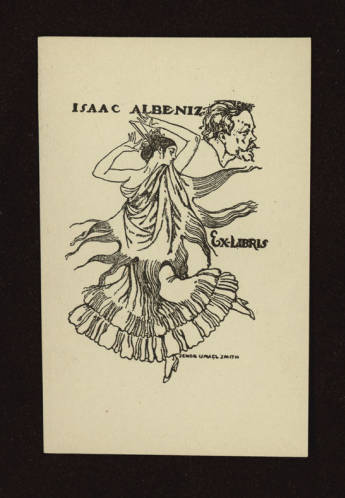
Ex libris Isaac Albéniz fet per Ismael Smith ca. 1921.

A causa de la nefritis que patia, l'1 d'abril de 1909, abandona París on aleshores vivia, i amb tota la família s'instal·la al balneari de Cambo-les-Bains (als Pirineus atlàntics francesos) en busca d'un clima més adequat.
Un mes després va rebre una emotiva visita d'Enric Granados, el qual li va tocar la barcarola Mallorca, que era una petita peça concebuda durant un viatge fet per ells dos a les Balears, una mena de recordar sense dir res. Aquest dia que va transcórrer en companyia de Granados va ser dels darrers que Albéniz es mantingué lúcid. Morí cap a les 8 de la tarda del dia 18 d'aquell mes de maig de 1909 quan faltaven pocs dies perquè complís 49 anys.
Les restes d'Albéniz van partir cap a Barcelona, on arribaren en tren el dia 5 de juny a un quart de vuit del vespre a l'estació de França. La seva mort va ser molt sentida i se li tributà una solemne cerimònia de rebuda que es perllongà fins l'endemà. La Banda Municipal de Barcelona tocà la marxa fúnebre d'Götterdämmerung de Wagner, l'Orfeó Català cantà diversos passatges del Rèquiem de Fauré i la Marxa fúnebre de la sonata núm. 2 de Chopin.

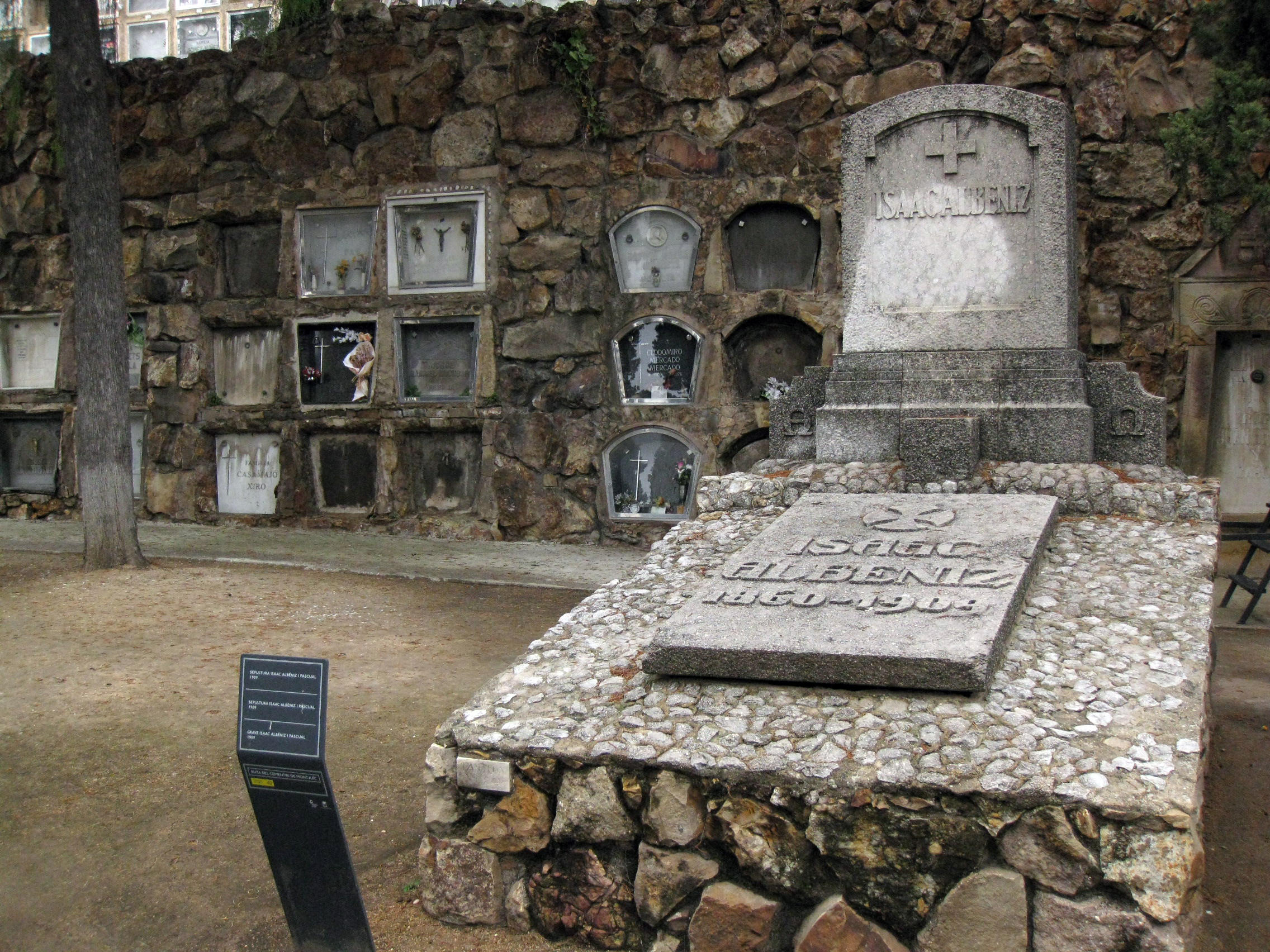
Tomba d'Isaac Albéniz al cementiri de Montjuïc

Després dels solemnes funerals, la comitiva recorregué els carrers engalanats amb banderes catalanes a mig pal i va fer una emocionant parada davant del Liceu. Més de vint mil persones s'uniren al condol. Més tard va ser enterrat al cementiri de Montjuïc.

## Reconeixements
A la dècada de 1930, a proposta de la Junta de Museus, l'Ajuntament de Barcelona va aprovar la realització i col·locació d'un bust d'Isaac Albéniz al Pavelló Reial de Montjuïc, que en honor del compositor català passà a anomenar-se Pavelló Albéniz. L'encàrrec fou adjudicat als escultors barcelonins Enric Casanovas i Roy i Mateu Fernández de Soto.
El 1996 hom va batejar l'asteroide (10186) Albéniz en honor seu.

## Obres
En negreta, les obres més destacades. A partir de: Justo Romero. Albéniz (Península, 2002).
| Període             | Títol                                                                                               | Instrumentació | Parts / Indicacions | Estrena |
| ------------------- | --------------------------------------------------------------------------------------------------- | --- | --- | --- |
| OBRES SIMFÒNIQUES   | | | | |
| 1886 ca.            | Suite característica                                                                                | Orquestra (partitura perduda) | Scherzo - En la Alhambra - Rapsodia cubana (a partir d'algunes peces per a piano) | Saragossa, 1886. Albéniz, dir. |
| 1888-89             | Escenes simfòniques catalanes                                                                       | 2 flautes, 2 oboès, 2 clarinets, 2 fagots, 4 trompes, 3 trombons, tuba, timbals, percussió, celesta, harpa, corda | Fête villageoise catalane - Idilio - Serenata - Finale: Baile campestre | Madrid, Teatro de la Comedia, 7-3-1889. Orq. de la Sociedad de Conciertos; Tomás Bretón, dir. |
| 1890                | L'automne-Valse                                                                                     | Orquestra (partitura perduda) | Versió orquestral de la peça per a piano (de 1890) | Madrid? Per la Sociedad de Conciertos, Tomás Bretón, dir. |
| 1896-97             | La Alhambra                                                                                         | 2 flautes, flautí, 2 oboès, corn anglès, 2 clarinets, clar. baix, 2 fagots, contrafagot, 4 trompes, 2 trompetes, 3 trombons, tuba, timbals, percussió, harpa, corda | La vega - Lindaraja - Generalife - Zambra - Alarme! - [Sense títol] | Obra inacabada: n'hi ha fragments de La vega (90 compasos, després passats a la versió pianística) i Generalife (26 compasos, a partir del "Prélude" d'Espagne: souvenirs per a piano).                                                                |
| 1898                | Petite suite                                                                                        | | Sérénade Lorraine | Inacabada: fragment |
| 1899                | Rapsòdia almogàver                                                                                  | 2 flautes, flautí, 2 oboès, corn anglès, 2 clarinets, clar. baix, 2 fagots, contrafagot, 4 trompes, 4 trompetes, 3 trombons, tuba, timbals, percussió, 2 harpes, corda | | Inacabada: fragment (8 compasos), després reaprofitat a Catalonia |
| 1899                | Catalonia: suite populaire pour orchestre en trois parties                                          | 2 flautes, flautí, 2 oboès, corn anglès, 2 clarinets, clar. baix, 2 fagots, contrafagot, 4 trompes, 4 trompetes, 3 trombons, tuba, timbals, percussió, 2 harpes, corda | | París, Nouveau-Théâtre, 28-5-1899. Orc. de la Société des concerts de Paris; Albéniz, dir. |
| 1905                | Guajira: chant populaire cubaine                                                                    | 2 flautes, flautí, 2 oboès, corn anglès, 2 clarinets, clar. baix, 2 fagots, 2 trompes, 2 trompetes, 3 trombons, timbals, 2 harpes, corda | | Inacabada: fragment (2 compasos) |
| 1907                | Ibèria (versió orquestral d'I. Albéniz)                                                             | Orquestra: 2 flautes, flautí, 2 oboès, 2 clarinets, 2 fagots, 4 trompes, 2 trompetes, 2 trombons, tuba, timbals, percussió, harpa, corda | Evocación (partitura perduda) - El Puerto | Niça, 2-1907. Orchestre de Léon Jehin; L. Jehin, dir.; 22-3-2001, Gijón, Teatro Jovellanos; Orq. Sinfónica del Principado de Asturias; José de Eusebio, dir.                                                                                           |
| MÚSICA CONCERTANT   | | | | |
| 1887                | Rapsòdia espanyola per a piano i orquestra, opus 70                                                 | Orquestra: 2 flautes, flautí, 2 oboès, 2 clarinets, 2 fagots, 2 trompes, 2 trompetes, 3 trombons, timbals, percussió, corda (partitura perduda; instrumentació reconstruïda per Jacinto Torres (1997); altres orquestracions per George Enescu (1911), Alfredo Casella (1922) i Cristóbal Halffter (1960)) | | Madrid, Salón Romero, 21-3-1887. Orq. Sociedad de Conciertos; T. Bretón, dir.; Albéniz, piano |
| 1885-87             | Primer concert per a piano i orquestra en la menor, opus 78 (Concert fantàstic)                     | Orquestra: 2 flautes, 2 oboès, 2 clarinets, 2 fagots, 2 trompes, 2 trompetes, 3 trombons, timbals, corda (l'orquestració va ser feta, en realitat, per Tomás Bretón) | Allegro ma non troppo - Andante - Allegro | Madrid, Salón Romero, 21-3-1887. Orq. Sociedad de Conciertos; T. Bretón, dir.; Albéniz, piano |
| 1892                | Segon concert per a piano i orquestra                                                               | Orquestra | Allegretto | Inacabat: n'hi ha 79 compasos |
| MÚSICA DE CAMBRA    | | | | |
| 1883                | Suite de concert (perduda)                                                                          | 2 violins, viola, violoncel, contrabaix, piano | Scherzo - Serenata morisca - Capricho cubano | Santander, Casino del Sardinero, 8-1883. E. Fernández Arbós, violí; Albéniz, piano |
| 1890                | Berceuse (perduda)                                                                                  | Violí i piano | (a partir de la Berceuse de Rêves per a piano) | Leeds, 13-1-1891. Edgar Haddock, violí; Albéniz, piano |
| 1890                | Berceuse, opus 102                                                                                  | Violí o violoncel i piano | | Trobada per Jacinto Torres el 1994 |
| MÚSICA INSTRUMENTAL | | | | |
| 1869                | Marxa militar                                                                                       | Piano | | |
| 1881                | Pavana fàcil per a mans petites                                                                     | Piano | | 1881? |
| 1882                | Serenata napolitana (perduda)                                                                       | Piano | | Màlaga, 19-4-1882? I. Albéniz, piano |
| 1882                | Pavana-capricho, opus 12 (publicada com a Pavane espagnole)                                         | Piano | | Màlaga, 19-4-1882. I. Albéniz, piano |
| 1882                | Esudi impromptu, opus 56                                                                            | Piano | | Alacant, Teatro-Circo, 26-8-1882. I. Albéniz, piano |
| 1882                | Barcarola, opus 23 (Barcarolle catalane)                                                            | Piano | | Barcelona, Teatre Tívoli, 2-2-1883. I. Albéniz, piano |
| 1884                | Seis pequeños valses, opus 25                                                                       | Piano | Leggiero - Melancolico - Ben ritmado - Allegretto - Con brio - Allegro molto | |
| 1884                | Sonata per a piano, núm. 1, opus 28                                                                 | Piano | Scherzo | Inacabada: només se'n publicà el scherzo; orquestrada el 1886, passà a formar part de la Suite característica |
| 1885                | Estudi de concert, opus 29                                                                          | Piano | | |
| 1885 ca.            | Serenata àrab                                                                                       | Piano | (potser és part de la desapareguda Suite morisca, del mateix any) | |
| 1885                | Estudi de concert en mi menor, opus 21 (Publicat el 1886 com a Deseo, opus 40)                      | Piano | | |
| 1885 ca.            | Primera suite antiga, opus 54                                                                       | Piano | Gavota - Minuetto | Madrid, Salón Romero, 21-3-1886. I. Albéniz, piano |
| 1885 ca.            | Seis mazurcas de salón, opus 66 (les dues primeres, publicades separadament el 1890 com a opus 140) | Piano | Isabel - Casilda - Aurora - Sofía - Christa - María | |
| 1883-94             | Primera suite espanyola, opus 47                                                                    | Piano | Granada (serenata) - Cataluña (corranda) - Sevilla (sevillanas) - Cádiz (canción) - Asturias (leyenda) - Aragón (fantasía) - Castilla (seguidillas) - Cuba (capricho). (Cádiz, Asturias, Aragón i Castilla no van arribar a escriure's: l'editor de 1911 va afegir quatre peces diferents, canviant-ne el títol, per a completar la suite; respectivament, són: Serenata espanyola op. 181, Prélude de Chants d'Espagne op. 232, Danza española núm. 1 op. 164, i Seguidillas de Chants d'Espagne) | Madrid, Salón Romero, 24-1-1886 (Sevilla). I. Albéniz, piano |
| 1886                | Angustia: romanza sin palabras                                                                      | Piano | | |
| 1886                | Segona suite antiga, opus 64 (Suite ancienne)                                                       | Piano | Zarabanda - Chacona | Madrid, Salón Romero, 21-3-1886. I. Albéniz, piano |
| 1886                | Set estudis en els tons naturals majors, opus 65                                                    | Piano | do major - sol major - re major - la major - mi major - si major - fa major | |
| 1886                | Minuet en sol menor                                                                                 | Piano | | Publicat com a part de Dix pièces en un recueil, 1922 |
| 1886                | Tercer minuet                                                                                       | Piano | | |
| 1886                | Rapsòdia cubana en sol major, opus 66                                                               | Piano | | |
| 1886                | Sis danses espanyoles                                                                               | Piano | re major - si bemoll major - mi bemoll major - sol major - la bemoll major - re major | |
| 1886                | Tercera suite antiga                                                                                | Piano | Minuetto - Gavota | |
| 1886                | Sonata núm. 3, en la bemoll major, opus 68                                                          | Piano | Allegretto - Andante - Allegro assai | Madrid, Salón Romero, 21-3-1887. Manuel Guervós, piano |
| 1886                | Rapsòdia espanyola, opus 70                                                                         | 2 pianos (n'hi ha versió per a piano i orquestra, i per a un piano) | Allegretto ma non troppo - Andantino ma non troppo - Fortissimo | I. Albéniz i un pianista no identificat, pianos |
| 1887                | Rapsòdia espanyola, opus 70 (reducció per a un piano)                                               | Piano | Allegretto ma non troppo - Andantino ma non troppo - Fortissimo | Madrid, Salón Romero, 28-3-1887. I. Albéniz, piano |
| 1886-87             | Recuerdos de viaje, opus 71                                                                         | Piano | En el mar (barcarola) - Leyenda (barcarola) - Alborada - En la Alhambra (capricho) - Puerta de Tierra (bolero) - Rumores de la Caleta (malagueña) - En la playa (aquesta peça va ser publicada per separat el 1892 com On the water) | Madrid, Salón Romero, 21-3-1886. María Luisa Chevalier, piano |
| 1887                | Sonata per a piano núm. 4, en la major, opus 73                                                     | Piano | Allegro - Scherzino - Minuetto - Rondó | Madrid, Salón Romero, 21-3-1887. María Luisa Chevalier, piano |
| 1887                | Records: mazurca, opus 80                                                                           | Piano | | |
| 1887                | Mazurca de saló en mi bemoll major, opus 81                                                         | Piano | | |
| 1887                | Sonata per a piano núm. 5, en sol bemoll major, opus 82                                             | Piano | I. Allegro ma non troppo - II. Minuetto "Del gallo" - III. Rêverie (Andante) - IV. Allegro | Barcelona, 1888 (abans?). I. Albéniz, piano |
| 1888                | Vals champagne: vals de saló                                                                        | Piano | | Barcelona, Pavelló de França de l'Exposició Universal, 22-9-1888. I. Albéniz, piano |
| 1888                | Dotze peces característiques, opus 92                                                               | Piano | Gavota - Minuetto a Sylvia - Barcarola (Ciel sans nuages) - Plegaria - Conchita (polka) - Pilar (vals) - Zambra - Pavana - Polonesa - Mazurka - Staccato (capricho) - Torre Bermeja (serenata) | Barcelona, 15-8-1888 (les 11 primeres peces); París, Salle Érard, 25-4-1889 (Torre Bermeja). I. Albéniz, piano |
| 1888                | Amàlia: mazurca de saló, opus 95                                                                    | Piano | | I. Albéniz, piano |
| 1888                | Ricordatti: mazurca de saló, opus 96                                                                | Piano | | |
| 1888                | Sonata per a piano núm. 7, opus 111                                                                 | Piano | Minuetto | Inacabada |
| 1888                | La fiesta de aldea                                                                                  | Piano | | |
| 1889 ca.            | Segona suite espanyola, opus 97                                                                     | Piano | Zaragoza (capricho) - Sevilla (capricho) | |
| 1889                | Serenata espanyola, opus 181                                                                        | Piano | (el 1911 va ser publicada com a part de Primera suite espanyola, op. 47 amb el títol de "Cádiz") | Londres, Saint James' Hall, 14-3-1891. I. Albéniz. |
| 1889 ca.            | Cádiz-gaditana                                                                                      | Piano | | |
| 1889 ca.            | Dues danses espanyoles, opus 164                                                                    | Piano | Aragón - Tango en la menor | |
| 1890.               | España: seis hojas de álbum, opus 165                                                               | Piano | Preludio - Tango - Malagueña - Serenata - Capricho catalán - Zorcico | |
| 1890                | L'automne-valse, opus 170                                                                           | Piano | | |
| 1890 ca.            | Zambra granadina, en re menor                                                                       | Piano | | Londres, Saint James' Hall, 12-2-1891. I. Albéniz. |
| 1890                | Mallorca (barcarola), opus 202                                                                      | Piano | | Londres, Saint James' Hall, 7-11-1890. I. Albéniz. |
| 1890-91             | Rêves (Somnis), opus 201                                                                            | Piano | Berceuse - Scherzino - Chant d'amour | Londres, Saint James' Hall, 14-3-1891 (Berceuse), 21-11-1891 (Scherzino), 27-1-1892 (Chant). I. Albéniz. |
| 1891                | Zorcico                                                                                             | Piano | | |
| 1892                | Les saisons (també conegut com a Album of miniatures)                                               | Piano | Le printemps - L'étè - L'automne - L'hiver | Anglaterra. 1892? I. Albéniz |
| 1891-94             | Chants d'Espagne, opus 232                                                                          | Piano | Prélude - Oriental - Sous le palmier - Córdoba - Seguidillas | |
| 1896-97             | Espagne: souvenirs                                                                                  | Piano | Prélude - Asturies | París? I. Albéniz |
| 1897                | La vega                                                                                             | Piano | | París, Société nationale de musique, 21-1-1899. José Viana da Motta |
| 1903                | Tres improvisacions en fa sostingut menor                                                           | Piano | | Tiana, casa Albéniz, 1903. I. Albéniz (n'hi ha enregistrament en cera) |
| 1905-08             | Iberia: 12 nouvelles impressions en quatre cahiers                                                  | Piano | | |
|                     | "Primer quadern"                                                                                    | | Evocación - El Puerto - El Corpus en Sevilla | París, Sala Pleyel, 9-5-1906. Blanche Selva, piano |
|                     | "Segon quadern"                                                                                     | | Rondeña - Almería - Triana | Donibane Lohizune, 11-9-1907 (Rondeña i Almería). Blanche Selva, piano; Barcelona, Teatre Principal, 5-11-1906. Joaquim Malats (Triana) |
|                     | "Tercer quadern"                                                                                    | | El Albaicín - EL polo - Lavapiés | París, Palau de la Princesa de Polignac, 2-1-1908. Blanche Selva, piano |
|                     | "Quart quadern"                                                                                     | | Málaga - Jerez - Eritaña | París, Société nationale de musique (Salon d'automne), 9-2-1909. Blanche Selva, piano |
| 1907                | Navarra                                                                                             | Piano | (completada per Déodat de Séverac el 1911; Jaume Pahissa va escriure un altre final) | París, Société nationale de musique, 7-1-1912. Blanche Selva |
| 1908                | Yvonne en visite!                                                                                   | Piano | La révérence! - Joyeuse rencontre et quelques pénibles événements | |
| 1909                | Azulejos                                                                                            | Piano | Preludio (completat per Enric Granados el 1910) | Barcelona, Palau de la Música Catalana, 11-3-1911. E. Granados |
| MÚSICA ESCÈNICA     | | | | |
| 1881-82             | Cuanto más viejo... (perduda)                                                                       | Sarsuela en un acte. Llibret de Mariano Zappino y Garibay | Sarsuela en un acte. Llibret de Mariano Zappino y Garibay | Bilbao, Teatro Coliseo, 15-2-1882. I. Albéniz, dir. |
| 1882                | Catalanes de Gracia (perduda)                                                                       | Sarsuela: "juguete cómico-lírico en un acto". Llibret de Rafael Leopoldo Palomino de Guzmán | Sarsuela: "juguete cómico-lírico en un acto". Llibret de Rafael Leopoldo Palomino de Guzmán | Madrid, Teatro Eslava, 28-3-1882. I. Albéniz, dir. |
| 1892                | Poèmes d'amour: légendes bibliques                                                                  | Música incidental per a dotze "quadres vivents" de Paul Armand Silvestre; partitura per a flauta, oboè, trompa, harmoni, piano i corda | Música incidental per a dotze "quadres vivents" de Paul Armand Silvestre; partitura per a flauta, oboè, trompa, harmoni, piano i corda | Barnes (Anglaterra), Lyric Club, 20-6-1892 |
| 1892-93             | The magic opal (partitura completa perduda; n'hi ha fragments i de la veu i piano)                  | Òpera, comèdia lírica en dos actes. Llibret d'Arthur Law | Òpera, comèdia lírica en dos actes. Llibret d'Arthur Law | Londres, Lyric Theatre, 19-1-1893. Herbert Bunning, dir. (a Madrid, el 11-1894, al T. de la Zarzuela, com a La sortija) |
| 1893                | Poor Jonathan (partitura perduda; n'hi ha fragments)                                                | Opereta en dos actes. Llibret de Charles H. E. Brookfield, basat en l'opereta alemanya Der arme Jonathan de Karl Millöcker | Opereta en dos actes. Llibret de Charles H. E. Brookfield, basat en l'opereta alemanya Der arme Jonathan de Karl Millöcker | Londres, Prince of Wales' Theatre, 15-6-1893. I. Albéniz, dir. |
| 1894                | San Antonio de la Florida                                                                           | Sarsuela en un acte i dos quadres. Llibret d'Eusebio Sierra | Sarsuela en un acte i dos quadres. Llibret d'Eusebio Sierra | Madrid, Teatro Apolo, 26-10-1894. I. Albéniz, dir. |
| 1893-95             | Henry Clifford                                                                                      | Òpera en tres actes. Llibret de Francis Burdett Money Coutts, basat a la novel·la The war of the roses | Òpera en tres actes. Llibret de Francis Burdett Money Coutts, basat a la novel·la The war of the roses | Barcelona, Gran Teatre del Liceu, 8-5-1895 (en italià). I. Albéniz, dir. |
| 1895                | Pepita Jiménez                                                                                      | Òpera, comèdia lírica en tres actes. Llibret de Francis Burdett Money Coutts, basat a la novel·la de Juan Valera | Òpera, comèdia lírica en tres actes. Llibret de Francis Burdett Money Coutts, basat a la novel·la de Juan Valera | Barcelona, Gran Teatre del Liceu, 5-1-1896 (en italià). Vittorio Vanzo, dir. |
| 1902                | La real hembra                                                                                      | Sarsuela en tres actes, inacabada. Llibret de Cristóbal de Castro | Sarsuela en tres actes, inacabada. Llibret de Cristóbal de Castro | Només n'hi ha el preludi i les dues primeres escenes |
| 1897-1902           | Merlin                                                                                              | Òpera en tres actes. Llibret de Francis Burdett Money Coutts (tercera part de la trilogia King Arthur) | Òpera en tres actes. Llibret de Francis Burdett Money Coutts (tercera part de la trilogia King Arthur) | Barcelona, Teatre Tívoli, 18-12-1950 (abreviada i en castellà), Josep Sabater, dir.; Madrid, Auditorio Nacional, 20-6-1998 (versió de concert), José de Eusebio, dir.; Madrid, Teatro Real, 28-5-2003 (completa i escenificada), José de Eusebio, dir. |
| 1902-04             | Launcelot                                                                                           | Òpera en tres actes. Llibret de Francis Burdett Money Coutts (segona part de la trilogia King Arthur). Inacabada | Òpera en tres actes. Llibret de Francis Burdett Money Coutts (segona part de la trilogia King Arthur). Inacabada | Inacabada: hi ha la música dels dos primers actes (la del segon, orquestrada). |
| MÚSICA VOCAL        | | | | |
| 1886 ca.            | Cinco rimas de Bécquer, opus 7                                                                      | Veu i piano; text de Gustavo Adolfo Bécquer | Besa el aura que gime blandamente - Del salón en el ángulo oscuro - Me ha herido recatándose en la sombra - Cuando sobre el pecho inclinas - ¿De dónde vengo...? | |
| 1887                | Seis baladas sobre textos de la Marquesa de Bolaños, opus 7                                         | Veu i piano; text de Maria Paulina Spreca-Piccolomini, Marquesa de Bolaños | Barcarola - La lontananza - Una rosa in dono - Il tuo sguardo - Morirò! - T'ho riveduta in sogno | Madrid, Palau dels marquesos de Bolaños, 1887. M. P. Spreca-Piccolomini, veu; I. Albéniz, piano |
| 1889 ca.            | Chanson de Barberine                                                                                | Veu i piano; text de Alfred de Musset | | |
| 1896                | To Nellie: sis cançons                                                                              | Veu i piano; text de Francis Burdett Money Coutts | Home - Counsel - May-Day song - To Nellie - A song of consolation - A son (Love comes to all) | |
| 1896                | Are thou gone forever, Elaine?                                                                      | Veu i piano; text de Francis Burdett Money Coutts | | |
| 1896                | Laugh at loving...                                                                                  | Veu i piano; text de Francis Burdett Money Coutts | (incompleta) | |
| 1896                | Will you be mine? / Separated!                                                                      | Veu i piano; text de Francis Burdett Money Coutts | 2 cançons que havien de formar part d'un cicle de sis: Six songs | |
| 1897                | Deux morceaux en prose                                                                              | Veu i piano; text de Pierre Loti | Crépuscule - Tristesse | París, Société nationale de musique, 18-3-1899 |
| 1897                | Il en est de l'amour                                                                                | Veu i piano; text de Charles Albert Costa de Beauregard | | |
| 1897                | The gifts of the gods                                                                               | Veu i piano; text de Francis Burdett Money Coutts | | |
| 1903                | The caterpillar                                                                                     | Veu i piano; text de Francis Burdett Money Coutts | | |
| 1908                | Four songs                                                                                          | Veu i piano; text de Francis Burdett Money Coutts | In sickness and health - Paradise regained - The retreat - Amor, summa injuria | |
| MÚSICA CORAL        | | | | |
| 1885                | Domine in furore (psalm VI de l'Ofici de difunts)                                                   | Cor a cappella | | Madrid, Auditorio Nacional de Música, 21-4-1994. Coro Nacional de España, Adolfo Gutiérrez Viejo, dir. |

## Fons
La Biblioteca de Catalunya conserva una col·lecció de documents relacionats amb Isaac Albéniz. Inclou part del Fons personal Isaac Albéniz donat per la seva vídua, Rosina Jordana Lagarriga, a la Biblioteca de Catalunya l'any 1927. També inclou un bloc de correspondència i partitures que havia restat en possessió de la seva filla, la pintora Laura Albéniz. Entre la correspondència, es poden trobar cartes de Paul Dukas, Manuel de Falla, Gabriel Fauré, Enrique Fernández Arbós, Enric Granados, Enric Morera, Francis Money-Coutts, Eugeni d'Ors, Felip Pedrell, Maurice Ravel, Blanca Selva i Déodat de Séverac, entre d'altres.